# ジョンストン郡 (ノースカロライナ州)
ジョンストン郡（英: Johnston County）は、アメリカ合衆国ノースカロライナ州の中央部に位置する郡である。人口は21万5999人（2020年）。郡庁所在地はスミスフィールドである。
アメリカ合衆国行政管理予算局はジョンストン郡をローリー・ダーラム・チャペルヒル広域都市圏に含めており、都市圏人口は2012年推計で199万8808人となっている。

## 歴史
ジョンストン郡は1746年にクレイブン郡から分離して設立された。郡名は1734年から1752年までノースカロライナ植民地総督を務めたガブリエル・ジョンストンに因んで名付けられた。
1752年、郡域の一部と、ブレイデン郡、グランビル郡のそれぞれ一部を合わせて、オレンジ郡が設立された。1758年、郡東部がドブス郡（現在は廃郡）となった。1770年、郡域の一部と、カンバーランド郡、オレンジ郡の一部を合わせてウェイク郡が作られた。最後は1855年、郡域の一部と、エッジコム郡、ナッシュ郡、ウェイン郡のそれぞれ一部を合わせてウィルソン郡が創設された。

## 郡政府
ジョンストン郡は地域のトライアングル・J自治体委員会のメンバーである。

## 地理
アメリカ合衆国国勢調査局に拠れば、郡域全面積は796平方マイル (2,061.6 km2)であり、このうち陸地792平方マイル (2,051.3 km2)、水域は4平方マイル (10.4 km2)で水域率は0.50%である。

### 郡区
ジョンストン郡は19の郡区に分割されている。バナー、ベントンビル、ビューラ、ブーンヒル、ブロードスラブ、カーター、クレイトン、クリーブランド、エレベイション、イングラムズ、メドウ、マイクロ、オニールズ、パインレベル、プレザントグローブ、セルマ、スミスフィールド、ワイルダーズ、ウィルソンミルズの各郡区である。

## 都市と町

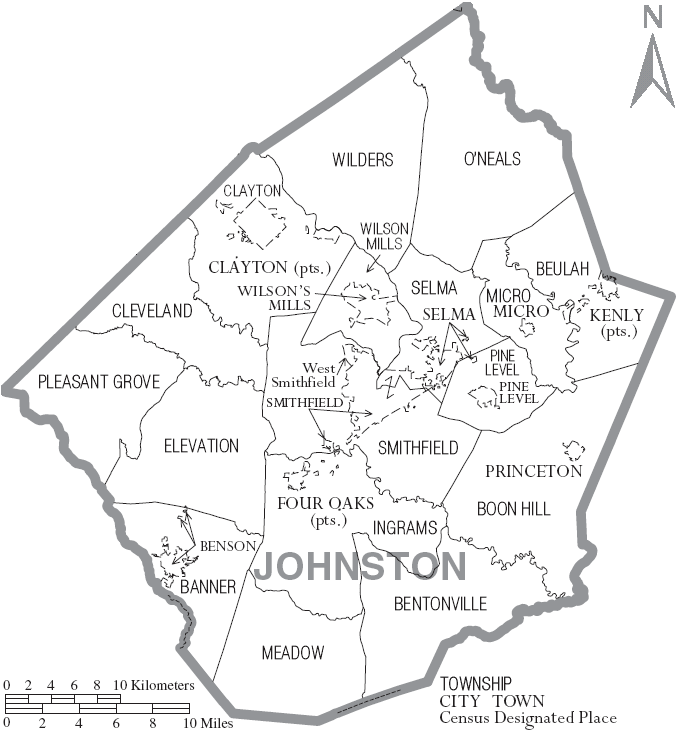
ジョンストン郡の自治体と郡区